# خمسة وخميس (مسلسل مغربي)
خمسة وخميسة مسلسل درامي مغربي للمخرجة فريدة بورقية بدأ عرضه على قناة المغرب الاولى سنة 1988.
يُعتبر مسلسل "خمسة وخميس" من أبرز الأعمال التلفزيونية المغربية في فترة الثمانينيات من القرن العشرين، وقد أُنتج عام 1988 تحت إدارة المخرجة القديرة فريدة بورقية. وعُرض على القناة الأولى المغربية، قام بكتابة القصة كل من عمر الدخوش وأحمد الروداني، مستعرضين عبرها تفاصيل اجتماعية وإنسانية تُجسد حياة المغاربة آنذاك.

## قصة المسلسل
تدور أحداث المسلسل حول

## بطولة
- مصطفى الداسوكين
- عبد اللطيف هلال
- سعاد صابر
- محمد الخياري
- أمينة بركات
- مصطفى سلمات
- أحمد الصعري
- نعيمة بوحملة
- سلوى الجوهري
- عمر الدخوش